# Рехбергхаузен
Рехбергхаузен (њем. Rechberghausen) општина је у њемачкој савезној држави Баден-Виртемберг. Једно је од 38 општинских средишта округа Гепинген. Према процјени из 2010. у општини је живјело 5.387 становника. Посједује регионалну шифру (AGS) 8117038.

## Географски и демографски подаци
Рехбергхаузен се налази у савезној држави Баден-Виртемберг у округу Гепинген. Општина се налази на надморској висини од 339 метара. Површина општине износи 6,4 km². У самом мјесту је, према процјени из 2010. године, живјело 5.387 становника. Просјечна густина становништва износи 842 становника/km².